# Roger Bichelberger
Roger Bichelberger, né le 23 novembre 1938 à Alsting et mort le 10 août 2018 à Sarreguemines, est un critique littéraire et écrivain français.

## Biographie

### Jeunes années
Roger Bichelberger naît le 23 novembre 1938 à Alsting, à l'époque un village d'ouvriers et de paysans. L'année suivante, en septembre 1939, à l'aube de la Seconde Guerre mondiale, il est évacué avec sa famille dans les Charentes. Il revient un an plus tard dans son village natal. Son père fait alors la lecture, en français, à sa mère ; l'enfant écoute sans comprendre, car sa langue maternelle est le platt. Début 1945, avec la fin de l'occupation allemande, il découvre les mots français dans le dictionnaire de M. Gaillard, son instituteur. Il s'invente également des mots pour son propre langage. La même année, son père meurt, laissant une mère sans ressources avec trois enfants ; pour le jeune Roger, alors âgé de 7 ans, sa mère deviendra le pilier de sa vie.
Le dimanche, il est enfant de chœur, et les prières l'impressionnent ; le latin est pour lui une langue mystérieuse.
En 1949, alors âgé de 11 ans, il va au collège à Art-sur-Meurthe près de Nancy, chez les Marianistes, puis, en 1953, à Saint-Hippolyte (Haut-Rhin) en Alsace. Il y est rêveur et solitaire : il déteste les jeux que les autres aiment (football, etc.) ; il préfère les apartés. Il sera vite repéré par les surveillants, qui voient en lui un trouble-fête. Il anime des personnages tantôt imaginaires, tantôt réels et crée ainsi sa propre mythologie : le romancier couve déjà sous le collégien. L'aumônier du collège est aussi son professeur de français et il devient une sorte de « modèle » pour lui. Le jeune Roger fait régulièrement des incursions chez son « modèle » pour voir s'il croit en ce qu'il dit : cela conforte grandement sa foi. Bon élève et calme, il vagabonde de l'étude à la chapelle, sans oublier ses « lilliputiens » (personnages de fiction) qui sont toujours là, même dans les moments les plus graves. Il découvre alors Blaise Pascal, dévore ses Pensées ; la musique lui ouvre une nouvelle dimension. Vers quinze ans, il commence ses premiers écrits et découvre la littérature.
De 1955 à 1959, il est clerc de notaire. Durant son service militaire, de 1959 à 1961, il poursuit ses études et réussit son baccalauréat en 1961 ; il se marie la même année avec Denise Allemand.

### Débuts mêlant écriture et professorat
Roger Bichelberger fut d'abord instituteur à l'école de Petite-Rosselle (jusqu'en 1968) puis professeur à Freyming-Merlebach et à Forbach. Il passe une agrégation, puis un doctorat du 3e cycle, sa thèse portant sur les romans de  Julien Green. Il continue à enseigner au lycée, alors qu'il pourrait enseigner à la faculté. Toujours d'humeur égale, c'est un homme serein, apprécié par ses élèves qui ont du respect envers lui : jamais il n'a à élever la voix. Spécialiste de François Mauriac, il tente de partager cette passion avec ses élèves, notamment en leur faisant lire Le Baiser au lépreux et Le Sagouin.
Il crée avec ses élèves, dans les années 1970 au lycée Jean-Moulin, une revue de poésie nommée PoéPro et un Club littéraire. Cet atelier de discussion sur la poésie et la prose est soutenu notamment par Andrée Chédid ; y sont invités divers écrivains, tels que Jacques de Bourbon Busset, Catherine Paysan ou Michel Del Castillo.
Ses « erreurs de jeunesse » (en 1961) sont la parution d'un roman (ou plutôt d'un récit composé de suite de tableaux) et d'une pièce de théâtre sous le pseudonyme « Roger Saint-Deny ».
Les deux premiers ouvrages qu'il publie alors sous son vrai nom sont Rencontre avec François Mauriac et Le Dieu en fleur de sang. Son premier roman, publié en 1974 chez Plon, À l'aube du premier jour, est fortement inspiré par les écritures bibliques.
Il est alors rédacteur sporadique des revues Vie et Fraternité Marianistes et Croire Aujourd'hui ; ses articles sont essentiellement consacrés à la spiritualité. Il devient en 1977 membre du Jury Erckmann-Chatrian, récompensant les romanciers lorrains (il en devient d'ailleurs président en 1989) et, en 1987, membre du Jury des écrivains croyants. Il est critique littéraire au Républicain lorrain, le journal régional et collabore au magazine Panorama. Il fait partie de l'Académie nationale de Metz et de l'Académie d'Alsace. Il est également membre de l'association européenne François Mauriac, basée à Saint-Avold. Il participe à l'émission télévisuelle Aujourd'hui la vie sur Antenne 2 ; le débat porte sur : « Croire, mais en quoi ? ».

## Publications
- Rencontre avec Mauriac, essai, l'École 1973
- A l'aube du premier jour, roman, Plon 1973
- Le Dieu en fleur de sang, poème, P.-J. Oswald 1973
- Les Noctambules, roman, Fayard 1977
- Comme un éveilleur d'aurore, roman, Stock 1982 (épuisé)
- Un exode ordinaire, roman, Albin Michel 1983
- Le Jour de notre amour, roman, Albin Michel 1985
- Les Années buissonnières, récit, Albin-Michel/Serpenoise 1987 et poche de Borée
- Le Vagabond de Dieu, roman, Albin Michel 1989
- La Ténèbre des noces, poèmes, Serpenoise 1990
- Le Jardinier, récit, Albin Michel 1990
- L’Été, terre étrangère, roman, Albin Michel 1992
- L’Unité maintenant, essai, Albin Michel 1993
- Anioutka, roman, Albin Michel 1994
- La Nuit de Dante, roman, Albin Michel 1997
- Marie, Mère de Dieu, essai, Le Rocher 1997 (épuisé)
- Le Petit Livre de la faiblesse, essai, Desclée de Brouwer 1997
- Les Douze Appels, essai, Presse de la Renaissance 1999
- Celle qui gardait toutes choses en son cœur, roman, Albin Michel 1999
- Prier 15 jours avec Chaminade, essai, Nouvelle Cité 2000
- Le Mai, le joli mai, roman, Albin Michel, 2001
- Innocences, nouvelles, Albin Michel, 2002
- Le Déserteur, roman, Albin Michel, 2004 et Livre de Poche
- Petite vie de Marie, biographie, Desclée de Brouwer, 2004
- La Première en chemin, essai, éditions de Fontenelle, 2004
- Noëls pour un enfant perdu, roman, Albin Michel, 2006
- A l’aube du premier jour, roman, Fates, 2007 (1re édition: Plon 1974 épuisée)
- Le Rosaire, célébration de la lumière, DDB-Lethielleux, 2008
- Le Maitre de Nollet, roman, Fates, 2008
- La Fille à l'étoile d'or, roman, Albin Michel, 2010
- Bérénice, roman, Albin Michel, 2012
- Neuf chemins de méditation avec Marie, essai, Salvator 2014
- Noël était venu sans rien dire à personne, nouvelles, Albin Michel, 2014
- Si j'avais été riche, récit autobiographique, Salvatore, 2016
- Lettre à une trop jeune morte, roman, Albin Michel, 2018

Participation dans
- Lettres à Dieu, collectif, Calmann-Lévy, 2004.

## Récompenses
En avril 1987, il reçoit le prix allemand Peter Wust, récompensant « un pédagogue, un homme de lettres ou écrivain, un artiste ou homme politique de la Sarre, de Lorraine, d'Alsace ou du Luxembourg, ayant œuvré à la compréhension chrétienne de la vie », pour l'ensemble de son œuvre.

### Prix littéraires en France
- Prix des écrivains d'Alsace et de Lorraine
- Prix Erckmann-Chatrian
- Prix des écrivains croyants
- Prix Roland Dorgelès
- Prix Terre de France (Foire du livre de Brive)
- Prix Henri-Mondor 1990, décerné par l'Académie française
- Prix Roland-de-Jouvenel 1995, décerné par l'Académie française
- Prix Ève-Delacroix 2000, décerné par l'Académie française
- Grand Prix du Roman de la Société des gens de lettres